# Leo (película de 2023)
Leo es una película de comedia musical animada estadounidense-australiana de 2023 dirigida por Robert Marianetti, Robert Smigel y David Wachtenheim, escrita por Smigel, Adam Sandler y Paul Sado, y producida por Sandler y Mireille Soria. La segunda película animada de la productora de Sandler, Happy Madison Productions, está protagonizada por él en el papel de voz principal, junto a Bill Burr, Cecily Strong, Jason Alexander, Sadie Sandler, Sunny Sandler, Rob Schneider, Jo Koy, Allison Strong, Jackie Sandler, Heidi Gardner, Robert Smigel y Nick Swardson. Cuenta la historia de una tuatara llamada Leo que añora los pantanos de la Florida porque está preocupado por morir y que es llevado a casa por diferentes estudiantes según la asignación de una estricta maestra sustituta.
Leo fue estrenada por Netflix el 21 de noviembre de 2023 con reseñas generalmente positivas.

## Argumento
Iniciando un nuevo año escolar del año 2023, las mascotas de la clase Leo la tuatara y Squirtle la tortuga viven en el salón de clases de quinto grado, en una escuela primaria Fort Myers. Durante una conferencia de padres y maestros, la maestra de quinto grado, la Sra. Salinas, anuncia su licencia de maternidad a los padres y madres, que se muestran descontentos con la maestra sustituta que el director ha seleccionado para cubrir a la Sra. Salinas. Leo escucha a uno de los padres decir que los tuátaras viven hasta los 75 años y se desespera cuando se da cuenta de que tiene 74 y no ha cumplido su sueño de ir a Los Everglades. Al día siguiente llega la estricta sustituta Sra. Malkin y rápidamente es odiada por los estudiantes.
Summer, una chica demasiado habladora, lleva a Leo a casa durante el fin de semana. Mientras intenta escapar, Leo accidentalmente le revela a Summer que puede hablar y le sugiere que haga más preguntas para mejorar sus conversaciones con sus compañeros de clase. Como resultado, Summer se vuelve más popular. Sus compañeros de estudios Eli, Jayda, Cole, Cole #2, Skylar, Logan, Mia, Kabir, TJ y Anthony finalmente llevan a Leo a sus casas y confían en él. Leo les proporciona sabiduría y apoyo, mejorando la vida de cada uno de los estudiantes. Sin embargo, Leo le pide a cada estudiante que mantenga en secreto su capacidad para hablar y no le dice a ninguno que los demás también saben que él puede hablar.
Celoso de la atención que está recibiendo Leo, Squirtle decide delatarlo. Sintiéndose traicionados, los chicos de la clase ignoran a Leo. La Sra. Malkin lleva a Leo a casa cuando descubre que él habla y ha estado ayudando a sus alumnos. Leo descubre que ella nunca logró su sueño de ser una verdadera maestra e intenta darle un consejo.
Al día siguiente, los estudiantes ganan la feria de historia con sus recreaciones históricas. Su premio es una excursión al Magic Land Park. Queriendo llevarse todo el crédito, la Sra. Malkin abandona a Leo en Los Everglades. Cuando los estudiantes deciden disculparse con Leo, descubren que no está. La Sra. Malkin miente al decirles que Leo los abandonó.
Mientras los estudiantes viajan a Magic Land, Squirtle, lleno de culpa, usa el dron de Eli para alcanzarlos y les revela que la Sra. Malkin mintió, lo que ella confiesa. Los estudiantes y la Sra. Malkin secuestran el autobús para poder encontrar a Leo. Mientras tanto, Leo aprende de los salvajes tuátaras que puede vivir hasta los 100 años, lo que lo revitaliza. Leo es amenazado por una congregación de caimanes, pero es rescatado por los estudiantes.
El último día del año escolar, Leo le dice a la clase que se cuiden unos a otros cuando ingresen en la escuela secundaria. El director le asigna a la Sra. Malkin un trabajo de tiempo completo como maestra y rápidamente la asigna a los niños del jardín de infantes, con Leo y Squirtle como las mascotas de la clase.

## Reparto
- Adam Sandler como Leo
- Bill Burr como Squirtle
- Cecily Strong como Mrs. Malkin
- Jason Alexander como Papá de Jayda
- Rob Schneider como Director de la escuela
- Allison Strong como Sra. Salinas
- Jo Koy como Komura
- Sadie Sandler como Jayda
- Sunny Sandler como Summer
- Coulter Ibanez como Zane
- Bryant Tardy y Corey J. como Cole
- Ethan Smigel como Anthony
- Tienya Safko como Skyler
- Gloria Manning como Logan
- Carson Minniear como Cole #2
- Roey Smigel como Eli y Benji
- Reese Lores como Mia
- Benjamin Bottani como Kabir
- Aidan Liam Phillipson como TJ
- Jackie Sandler como Mamá de Jayda
- Heidi Gardner como Mamá de Eli
- Robert Smigel como Caballo, Dron, Lagarto 1, Lagarto 2 y Lagarto 3
- Nick Swardson como Cinnabun
- Lileina Joy como Niño Hamster y, Niño Hamster 2 y voces
- Elijah Kim como voces
- Stephanie Hsu como Mamá de Skyler
- Nicholas Turturro como Papá de Anthony

## Producción
En mayo de 2016, se informó que Adam Sandler produciría bajo Happy Madison Productions, escribiría y protagonizaría un proyecto animado. En ese momento se adjuntó STX Entertainment. Leo fue animada por el estudio australiano Animal Logic. y la banda sonora fue compuesta por Geoff Zanelli.
Debido a que Sandler estaba comprometido con esta película y otras producciones para Netflix, por esta razón no regreso a darle voz a Drácula en Hotel Transylvania: Transformanía siendo sustituido por otro actor.

## Estreno
Leo tuvo una vista previa en el Festival Internacional de Cine de Animación de Annecy el 14 de junio de 2023, antes de su estreno por Netflix el 21 de noviembre de 2023.